# Securicula gora
Securicula gora es una especie de peces de la familia
Cyprinidae en el orden de los Cypriniformes, siendo encontrado en las cuencas de los ríos Ganges y Brahmaputra (Pakistán, India, Bangladés y probablemente en Nepal).

## Morfología
Los machos pueden llegar alcanzar los 24,5 cm de longitud total.

## Alimentación
Come crustáceos insectos y sus larvas.

## Hábitat
Es un pez de agua dulce y de clima tropical.